# Chrysanthia superba
Chrysanthia superba is een keversoort uit de familie schijnboktorren (Oedemeridae). De wetenschappelijke naam van de soort is voor het eerst geldig gepubliceerd in 1872 door Reitter.